# Mário Bližňák
Mário Bližňák (* 6. března 1987 v Trenčíně) je bývalý slovenský hokejový útočník.

## Hráčská kariéra
S profesionálním hokejem začínal v týmu Spartak Dubnica nad Váhom, odehrál všechny mládežnické kategorie a debutoval ve Slovenské nejvyšší soutěži v ročníku 2004/05. V roce 2005 byl draftován do CHL v 1. kole (celkově 27.) týmem Vancouver Giants a rovněž v roce 2005 byl draftován do NHL v 7. kole (celkově 205.) týmem Vancouver Canucks. Po draftu odešel do zámoří, tři roky hrával v juniorské lize WHL za klub Vancouver Giants, kterému pomohl hned v první sezóně vybojovat Ed Chynoweth Cup a v následující sezóně Memorial Cup.
Po třech odehraných sezonách v juniorské lize, odešel do ligy AHL, celou sezónu 2008/09 odehrál v týmu Manitoba Moose, stal se druhým nejlepším nováčkem týmu v kanadském bodování. Sezónu 2009/10 začal na farmě Vancouveru Canucks, po 22 odehrál zápasů byl povolán do hlavního kádru Canucks, ve kterém debutoval 30. října 2009 v NHL proti týmu Anaheim Ducks. V tomto zápase odehrál přes 9 minut. Poté odehrál další zápas za Canucks proti týmu Colorado Avalanche, po zápase byl poslán zpět na farmu Manitoba Moose, za které dohrál sezónu. S týmem Moose se probojovali do semifinále playoff, když podlehli Hamiltonu Bulldogs 2:4 na zápasy. V playoff se stal nejlepším hráčem týmu v hodnocení +/- s +7.
4. října 2010 prodloužil smlouvu s týmem Vancouver Canucks o jeden rok. Sezónu však strávil na farmě v Moose, jenom čtyři krát odehrál zápas za Canucks, hned v prvním zápase vstřelil branku. Byl to jediný bod, který nasbíral v dresu Canucks. Po vypršení smlouvy se dohodl s českým klubem HC Sparta Praha na dvouleté smlouvě. Za pražský klub Sparta odehrál ročník 2011/12. V létě 2012 se dohodl na působení se slovenským klubem HC Slovan Bratislava, který vstoupil do KHL. Se Slovanem se dohodl na dvouleté smlouvě.

## Ocenění a úspěchy
- 2016 ČHL - Nejvíce vyhraných vhazování
- 2017 ČHL - Nejlepší hráč na vhazování

## Prvenství

### NHL
- Debut - 30. října 2009 (Anaheim Ducks proti Vancouver Canucks)
- První gól - 11. listopadu 2010 (Ottawa Senators proti Vancouver Canucks, kanadskému brankáři Pascal Leclaire)

### ČHL
- Debut - 18. září 2011 (Rytíři Kladno proti HC Sparta Praha)
- První gól - 20. září 2011 (HC Sparta Praha proti Bílí Tygři Liberec, českému brankáři Tomáši Vošvrdovi)
- První asistence - 25. září 2011 (HC Kometa Brno proti HC Sparta Praha)

### KHL
- Debut - 6. září 2012 (HC Slovan Bratislava proti HK Donbass)
- První gól - 8. září 2012 (HC Slovan Bratislava proti Dinamo Riga, lotyšskému brankáři Maris Jucers)
- První asistence - 8. září 2012 (HC Slovan Bratislava proti Dinamo Riga)

## Klubová statistika
| Sezóna       | Klub                         | Soutěž       |     | Základní část | Základní část | Základní část | Základní část | Základní část |    | Play off | Play off | Play off | Play off | Play off |
| Sezóna       | Klub                         | Soutěž       | Z   | G             | A             | B             | TM            | Z             | G  | A        | B        | TM       |          |          |
| 2003/2004    | Spartak Dubnica nad Váhom 18 | SHL-18       | 45  | 25            | 26            | 51            | 62            | —             | —  | —        | —        | —        |          |          |
| 2003/2004    | Spartak Dubnica nad Váhom 20 | SHL-20       | 2   | 1             | 0             | 1             | 2             | —             | —  | —        | —        | —        |          |          |
| 2004/2005    | Spartak Dubnica nad Váhom 18 | SHL-18       | 14  | 5             | 8             | 13            | 45            | —             | —  | —        | —        | —        |          |          |
| 2004/2005    | Spartak Dubnica nad Váhom 20 | SHL-20       | 36  | 22            | 17            | 39            | 38            | —             | —  | —        | —        | —        |          |          |
| 2004/2005    | Spartak Dubnica nad Váhom    | SHL          | 19  | 0             | 0             | 0             | 14            | —             | —  | —        | —        | —        |          |          |
| 2005/2006    | Vancouver Giants             | WHL          | 69  | 9             | 12            | 21            | 29            | 18            | 4  | 1        | 5        | 14       |          |          |
| 2006/2007    | Vancouver Giants             | WHL          | 47  | 8             | 14            | 22            | 20            | 22            | 6  | 6        | 12       | 14       |          |          |
| 2007/2008    | Vancouver Giants             | WHL          | 67  | 19            | 32            | 51            | 36            | 10            | 3  | 5        | 8        | 2        |          |          |
| 2008/2009    | Manitoba Moose               | AHL          | 64  | 7             | 9             | 16            | 24            | 21            | 3  | 2        | 5        | 8        |          |          |
| 2009/2010    | Vancouver Canucks            | NHL          | 2   | 0             | 0             | 0             | 0             | —             | —  | —        | —        | —        |          |          |
| 2009/2010    | Manitoba Moose               | AHL          | 76  | 13            | 15            | 28            | 40            | 6             | 2  | 1        | 3        | 2        |          |          |
| 2010/2011    | Vancouver Canucks            | NHL          | 4   | 1             | 0             | 1             | 0             | —             | —  | —        | —        | —        |          |          |
| 2010/2011    | Manitoba Moose               | AHL          | 74  | 11            | 16            | 27            | 22            | —             | —  | —        | —        | —        |          |          |
| 2011/2012    | HC Sparta Praha              | ČHL          | 52  | 11            | 18            | 29            | 36            | 5             | 3  | 2        | 5        | 4        |          |          |
| 2012/2013    | HC Slovan Bratislava         | KHL          | 51  | 9             | 11            | 20            | 20            | 4             | 2  | 0        | 2        | 0        |          |          |
| 2013/2014    | HC Slovan Bratislava         | KHL          | 45  | 5             | 4             | 9             | 28            | —             | —  | —        | —        | —        |          |          |
| 2014/2015    | HC Slovan Bratislava         | KHL          | 28  | 0             | 2             | 2             | 6             | —             | —  | —        | —        | —        |          |          |
| 2014/2015    | HC Škoda Plzeň               | ČHL          | 22  | 6             | 4             | 10            | 10            | 4             | 1  | 1        | 2        | 2        |          |          |
| 2015/2016    | HC Škoda Plzeň               | ČHL          | 50  | 12            | 9             | 21            | 20            | 6             | 1  | 0        | 1        | 4        |          |          |
| 2016/2017    | Bílí Tygři Liberec           | ČHL          | 38  | 6             | 6             | 12            | 22            | 16            | 0  | 5        | 5        | 10       |          |          |
| 2017/2018    | Bílí Tygři Liberec           | ČHL          | 24  | 2             | 2             | 4             | 8             | —             | —  | —        | —        | —        |          |          |
| 2017/2018    | HC Benátky nad Jizerou       | 1.ČHL        | 1   | 0             | 0             | 0             | 0             | —             | —  | —        | —        | —        |          |          |
| 2018/2019    | HK Dukla Trenčín             | SHL          | 23  | 4             | 6             | 10            | 6             | —             | —  | —        | —        | —        |          |          |
| Celkem v WHL | Celkem v WHL                 | Celkem v WHL | 183 | 36            | 58            | 94            | 85            | 50            | 13 | 121      | 25       | 30       |          |          |
| Celkem v AHL | Celkem v AHL                 | Celkem v AHL | 214 | 31            | 40            | 71            | 86            | 41            | 6  | 4        | 10       | 18       |          |          |
| Celkem v NHL | Celkem v NHL                 | Celkem v NHL | 6   | 1             | 0             | 1             | 0             | —             | —  | —        | —        | —        |          |          |

## Reprezentace
| Rok                       | Tým                       | Soutěž                    | Z  | G | A | B | TM |
| ------------------------- | ------------------------- | ------------------------- | -- | - | - | - | -- |
| 2005                      | Slovensko 18              | MS-18                     | 6  | 1 | 0 | 1 | 0  |
| 2007                      | Slovensko 20              | MSJ                       | 6  | 1 | 0 | 1 | 4  |
| 2012                      | Slovensko                 | MS                        | 10 | 0 | 3 | 3 | 2  |
| 2013                      | Slovensko                 | MS                        | 8  | 1 | 1 | 2 | 6  |
| 2015                      | Slovensko                 | MS                        | 7  | 0 | 0 | 0 | 2  |
| 2017                      | Slovensko                 | MS                        | 7  | 1 | 1 | 2 | 0  |
| Juniorská kariéra celkově | Juniorská kariéra celkově | Juniorská kariéra celkově | 12 | 2 | 0 | 2 | 4  |
| Seniorská kariéra celkově | Seniorská kariéra celkově | Seniorská kariéra celkově | 32 | 2 | 5 | 7 | 10 |